# Perly Cipriano
Perly Cipriano (Alto do Capim, Aimorés, Minas Gerais, 10 de agosto de 1943), é um político e militante brasileiro filiado ao Partido dos Trabalhadores (PT).

## Carreira
Em 1960 iniciou militância política no PCB e no movimento estudantil.
Em 1964 ingressa na UFES no curso de odontologia onde responde um Inquérito Policial Militar.
Em 1965 participa do Congresso da UNE em Valinhos, São Paulo. Preso pelo Exército no 31º Batalhão de Infantaria em Vila Velha.
Em 1966 é eleito presidente do Diretório Acadêmico é levado para o Quartel da PM de Vitória durante uma greve na faculdade.
Em 1967 é preso pelo DOPS em Niterói. Faltando um mês para conclusão do curso, sai do Brasil e vai para Ucrânia antiga União Soviética  estudar Direito Internacional.
Em 1969 retorna ao Brasil e passa atuar clandestinamente como militante da ALN – Ação de Libertação Nacional.
Em março de 1970 é preso pela PM em Olinda onde foi torturado e condenado a 94 anos e 8 meses de prisão política . Acrescido as condenações estavam também 60 anos de perdas dos direitos políticos. 
Em dezembro de 1979, sai da prisão na condição de liberado condicional, portanto não anistiado.
Em 1979 ainda na prisão inicia a criação do PT, e em 1980 torna-se um dos fundadores do PT. Onde foi candidato a governador em 1982, e também chefe de Gabinete do Prefeitura de Vitória, eleito vereador de Vitória  e  Deputado Estadual, Secretário de Estado de Justiça e Cidadania.
Em 2003 Assume a Subsecretaria de Promoção e Defesa dos Direitos Humanos da SEDH/PR onde permaneceu até 2010. De 2011 a 2014 atuou como Subsecretário de Estado de Direitos Humanos do Estado do Espírito Santo.
É cidadão Mineiro por nascimento e Capixaba e Brasilense Títulos Concedidos pela Assembleia Legislativa do ES,e pela Câmara Distrital, Brasília.
Foi candidato a prefeito de Vitória em 2016.

## Prêmios
- Recebeu o título de Cidadão de Vitória,ES, Natal, Rio Grande do Norte;Barra de São Francisco e Castelo,ES